# Claude-Thomas Renart de Fuchsamberg
Claude-Thomas Renart de Fuchsamberg, Marquis d’Amblimont, Seigneur de Saint-Fort (* 11. September 1712 in Paris, Frankreich; † 30. Oktober 1772 in Rochefort) war ein französischer Seeoffizier und Aristokrat des 18. Jahrhunderts. Er stieg bis zum Chef d’escadre (Konteradmiral) auf.

## Herkunft

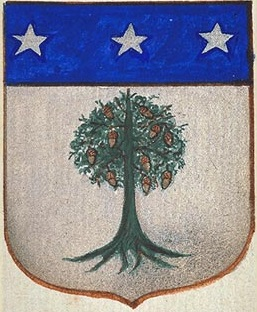
Wappen der Familie

Fuchsamberg entstammte einer ursprünglich bürgerlichen Familie aus der Champagne. Angeblich stammten seine Vorfahren aus Sachsen. Die Familie stellte mehrere Marineoffiziere.
Sein Vater Thomas-Claude Renart de Fuchsamberg, 1. Marquis von Amblimont, (1642–1700) war ebenfalls Chef d’escadre und wurde 1674 per Briefpatent geadelt. Im selben Jahr zeichnete er sich im Kampf gegen den niederländischen Admiral Michiel de Ruyter aus und beendete seine Karriere als Generalgouverneur der Französischen Antillen. Seine Mutter war Catherine Balarin de Parisot.

## Marinekarriere
1705 war Fuchsamberg als Page am Petite Écurie du Roi in Versailles. Hiernach folgte er dem Beispiel seines Vaters und schlug die Soldatenlaufbahn ein. Im Mai 1706 begann er seine Karriere in der französische Marine als Garde-marine (Fähnrich zur See). 1710 wurde er Enseigne de vaisseau (Leutnant zur See) und 1711 nahm er an der Expedition von Duguay-Trouin nach Rio de Janeiro teil, auf deren Verlauf er sich gut bewährte.
Er erhielt daraufhin 1727 die Beförderung zum Lieutenant de vaisseau (Kapitänleutnant) und 1738 das Brevet zum Capitaine de vaisseau (Kapitän zur See).

### Im österreichischen Erbfolgekrieg
Als Kommandant des 64-Kanonen-Linienschiffes Trident konnte er sich am 27. Oktober 1747 in der Zweiten Seeschlacht am Kap Finisterre erneut auszeichnen. Nach einem mehr als siebenstündigen Kampf konnte er allerdings die Kaperung seines Schiffes und seine Gefangennahme durch die zahlenmäßig überlegenen Briten nicht verhindern. Am 1. Januar 1754 wurde er zum Chef d’escadre ernannt und am 29. Juni 1754 zum Kommandeur des Ordre royal et militaire de Saint-Louis berufen.
1759 wurde er Kommandant der Marinestreitkräfte in Rochefort und behielt diese Dienststellung bis zu seinem Tod am 30. Oktober 1772. Er wurde 82 Jahre alt.

## Familie
Fuchsamberg heiratete 1726 Marguerite Michel, Dame von Saint-Fort (1698–1780). Aus der Ehe entstammte Claude-Marguerite Renart de Fuchsamberg, 3. Marquis d’Amblimont (1736–1797), Konteradmiral.